# Nœud de pêcheur double
Le nœud de pêcheur double est un nœud d'ajut, variante et évolution symétrique du nœud de pêcheur. Par rapport à ce dernier, il est plus résistant au glissement, plus amortissant et plus facile à défaire, mais aussi plus difficile à réaliser.
Il possède la reconnaissance universelle pour lier deux cordages bout à bout le plus sûrement, et particulièrement pour le pêcheur à la ligne,  le grimpeur de falaise et le cavalier. 
Dans son principe et sa réalisation, le nœud de pêcheur double est très proche du nœud double gansé, qui, lui, fonctionne sur un seul brin.

## Nouage
Frapper avec chaque courant un nœud double sur le courant opposé.,

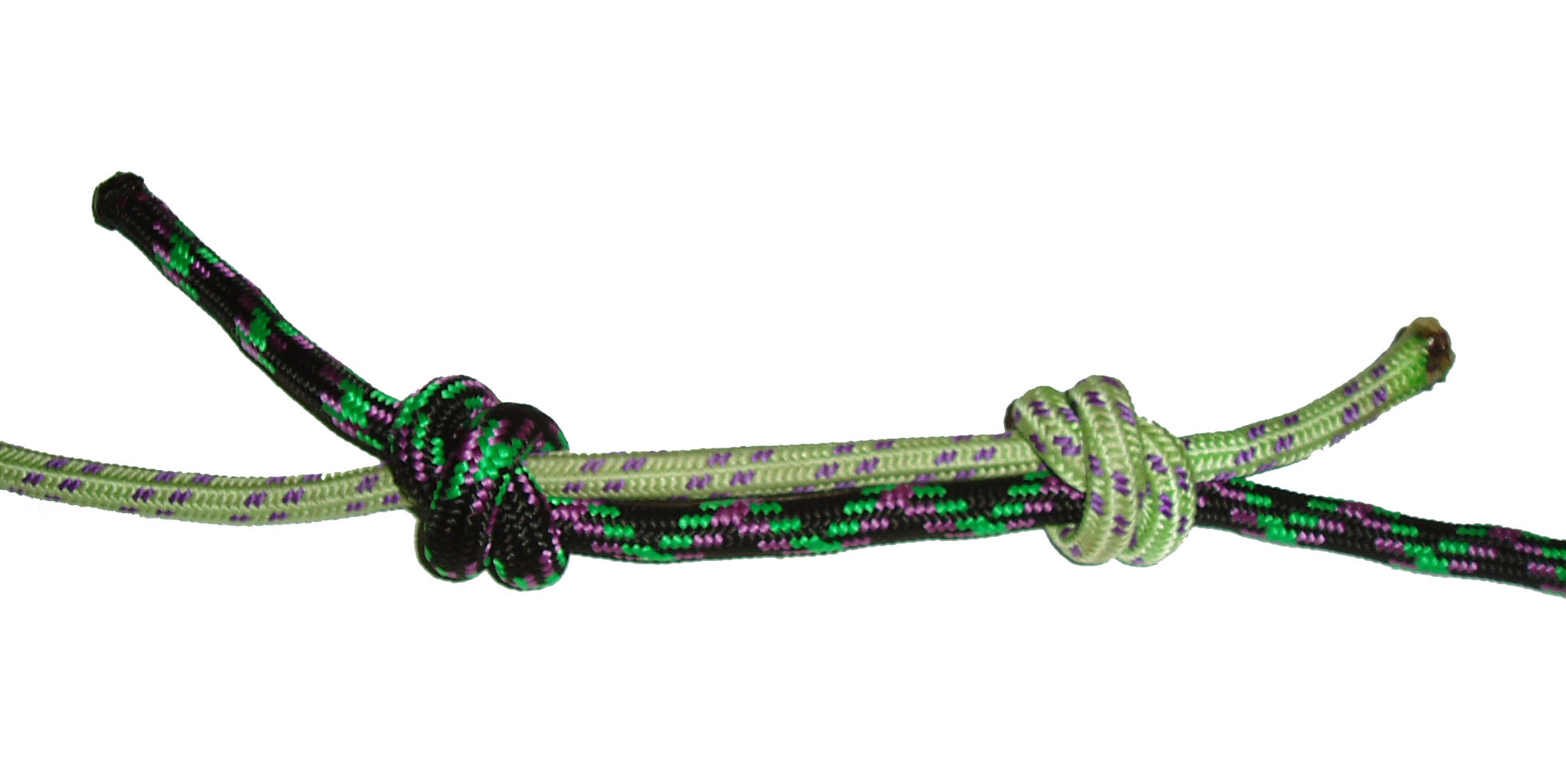
Nœud de pêcheur double non serré

## Usage

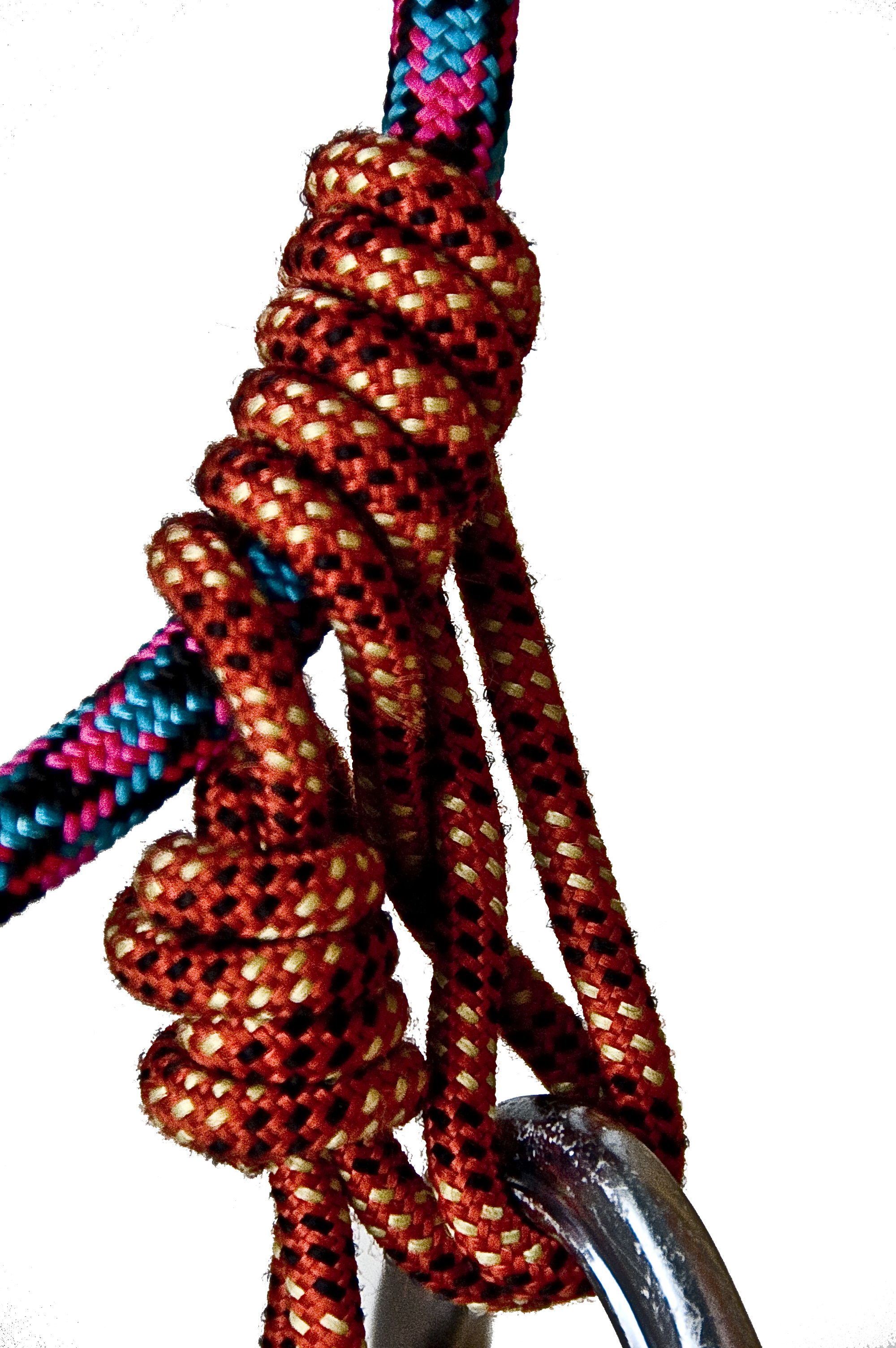
Anneau de cordelette fermé par un nœud de pêcheur double, utilisé pour confectionner des autobloquants, ici un nœud de Machard.

Il est utilisé en escalade et en alpinisme pour réaliser des anneaux de cordelettes servants à la confection de nœuds d'amarrage autobloquants.
En bijouterie de pacotille, il permet de réaliser une boucle réglable pour le cordage d'un bracelet ou d'un collier.